# Gogukcheon de Goguryeo
 (signalé en mai 2025).
Si vous disposez d'ouvrages ou d'articles de référence ou si vous connaissez des sites web de qualité traitant du thème abordé ici, merci de compléter l'article en donnant les références utiles à sa vérifiabilité et en les liant à la section « Notes et références ».
- Archive Wikiwix
- Bing
- Cairn
- DuckDuckGo
- E. Universalis
- Gallica
- Google
- G. Books
- G. News
- G. Scholar
- Persée
- Qwant
- (zh) Baidu
- (ru) Yandex
- (wd) trouver des œuvres sur Wikidata

Le roi Gogukcheon du royaume de Goguryeo (hangeul : 고국천왕 ; hanja : 故國川王 ; MR : Kogukch'ŏn) est un souverain coréen qui règne de 179 à 197. Il consolide la structure du royaume. Son administration est réformée pour affirmer son autorité sur l'aristocratie.